# Új gazdasági mechanizmus
Az új gazdasági mechanizmus a Kádár-korszak gazdasági irányításának és tervezésének átfogó reformja volt, amelyet az 1960-as évek közepén készítettek elő, és 1968. január 1-jén vezettek be. A Keleti blokk gazdaságpolitikai körülményei között ambiciózusnak számító reformcsomag három területen hozott lényeges változást: 
1. csökkent a központi tervezés szerepe és nőtt a vállalati önállóság a termelés és a beruházások terén,
2. liberalizálódtak az árak, vagyis a hatóságilag rögzített és alacsonyan tartott árak mellett egyes termékek árai a piaci keresletnek megfelelően alakulhattak,
3. a központilag meghatározott bérrendszer helyét egy flexibilisebb, bizonyos korlátok között a vállalatok által meghatározott szabályozás váltotta fel.

## Története

### Előzmények

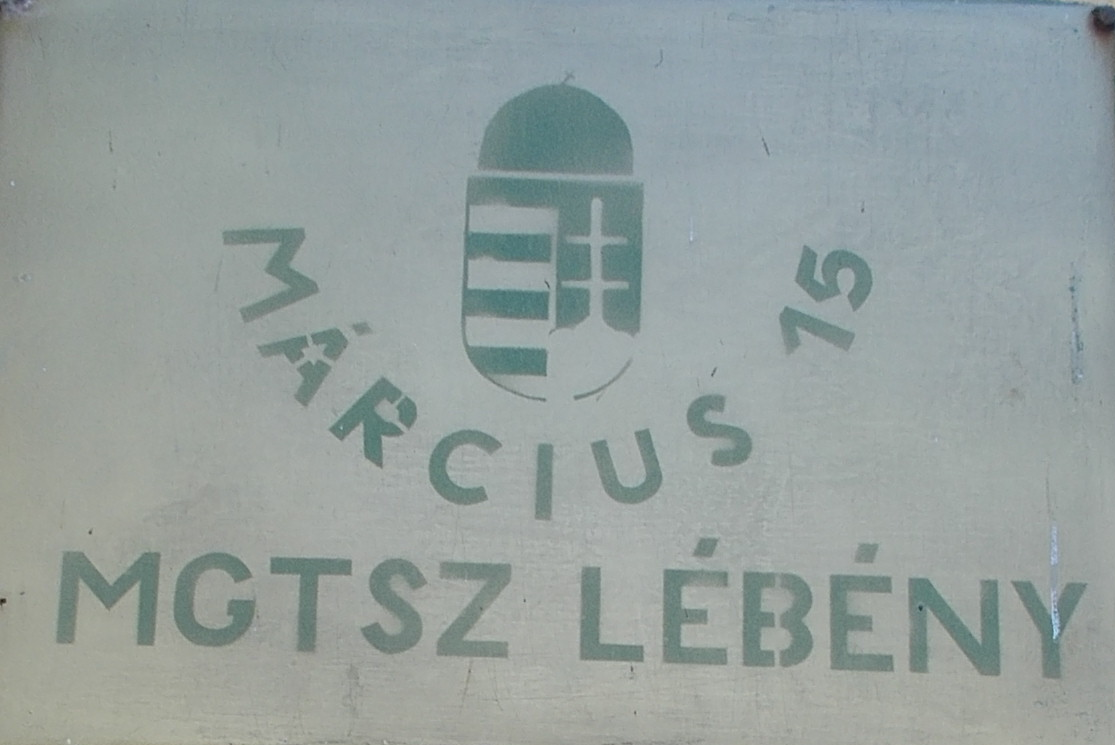

Az első korlátozott reformterveket már 1961–1963 között kidolgozták – ezek azonban kizárólag az újonnan szervezett mezőgazdasági termelőszövetkezetekre vonatkoztak és a kollektívizálás által okozott károk enyhítésére helyezték a fókuszt. A tervek arra építettek, amivel az új TSZ-ek eltértek a szovjet kolhozmodelltől. Önálló, vállalatszerű gazdálkodást, közvetlen anyagi érdekeltséget, a tagságnak a TSZ ügyeibe történő magas fokú beleszólását tartalmazták. Központi gondolatuk volt, hogy az állam irányító szerepe ne a tervutasítások kirovásán és számonkérésén alapuljon, hanem gazdasági szabályozók (árak, bérek, hitel stb.) útján, amelynek terében a gazdasági egységek önállóan gazdálkodnak. A mezőgazdasági reformok koncepcióját még – néhány kisebb változtatástól eltekintve – elvetették.

### Előkészítés, kidolgozás
A reformot közgazdasági és politikai okok indokolják. Közgazdasági szükségessége végső fokon abban gyökerezik, hogy a gazdasági növekedés korábbi fontos forrásai, tartalékai erősen kimerülőben vannak, s a jövőbeni gyors növekedés csakis a gazdaság belső tartalékainak intenzívebb feltárása, a műszaki fejlődés meggyorsítása révén lehetséges. A reform politikai fontossága mindenekelőtt abban rejlik, hogy a tömegek életszínvonalának jövőbeni gyorsabb emelését hivatott biztosítani, s arra törekszik, hogy az egyes dolgozó életszínvonala a jelenleginél jobban függjön munkája társadalmi hasznosságától, egyéni teljesítményétől és a kollektív munka eredményességétől. Politikai cél továbbá, hogy megszüntessük az egyéni kezdeményezést és felelősséget gátló, túlzott kötöttségeket, visszaszorítsuk a bürokratikus tendenciákat. A szocializmus fejlődését, a közérdeket szolgáló alkotó munka szabadabb kibontakozására van szükség. Végül politikai cél, hogy a reform révén kedvezőbb feltételeket teremtsünk a szocialista demokrácia további fejlődéséhez. A gazdasági ügyek intézését a vezetők hozzáértésére, széles hatáskörére és személyes felelősségére kell alapozni, s emellett minden szinten kellő teret kell biztosítani a demokratikusan választott testületek ellenőrző tevékenységének és nyilvánosságának.

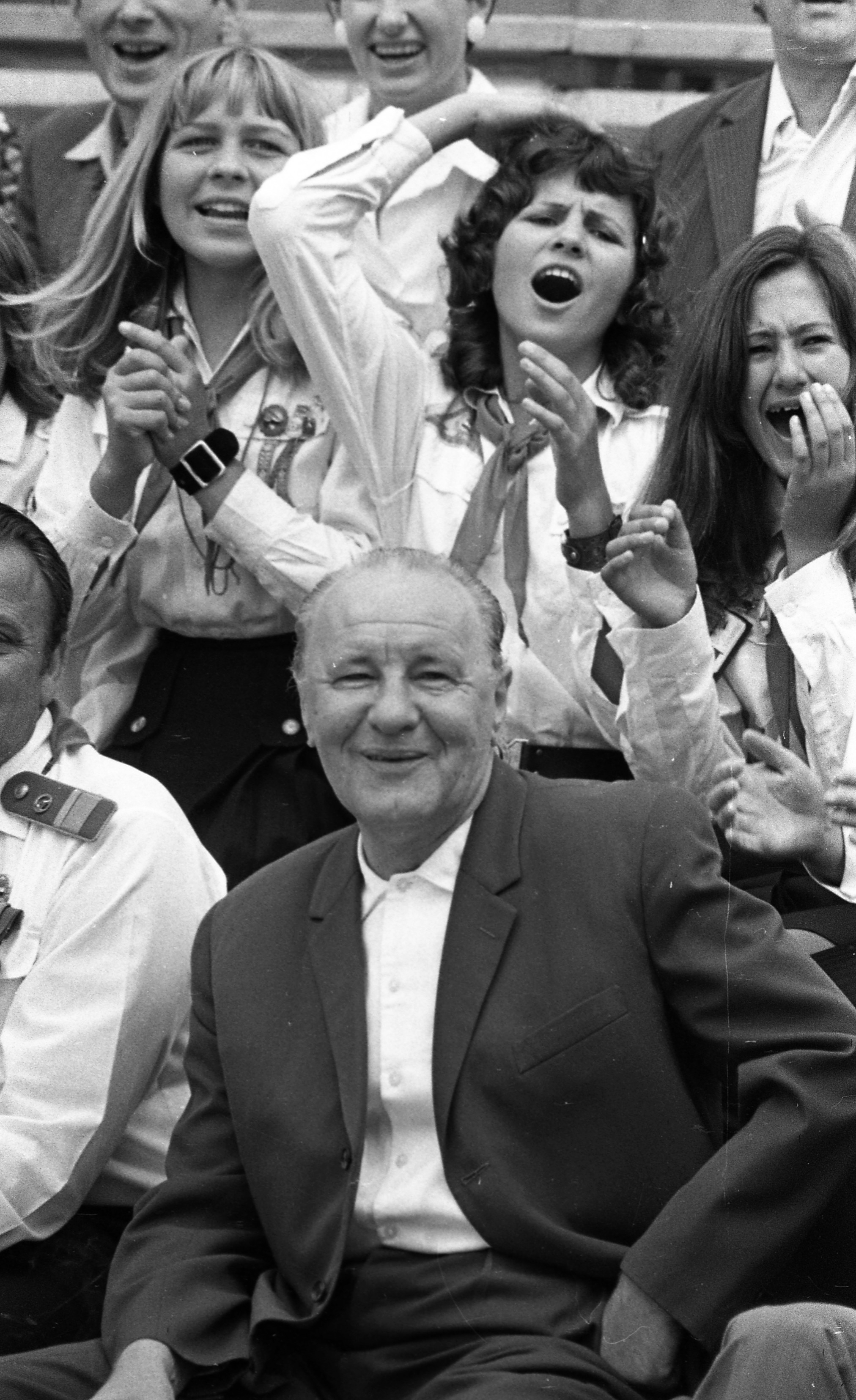
Kádár János

1964 végén azonban az MSZMP Központi Bizottsága határozatot fogadott el az egész gazdasági mechanizmus kritikai felülvizsgálatáról. A határozat szerint nem egészen egy év alatt „át kellett világítani” a gazdaság működését, majd 1965 végére el kellett készíteni a reform alapelveinek első tervezetét. Az előkészítést az MSZMP KB gazdaságpolitikai osztályának titkára, a volt szociáldemokrata Nyers Rezső koordinálta. Nyers kialakított egy közgazdászokból és funkcionáriusokból álló csoportot, amely „reformműhelyként” működött. Tagjai közül számosan részt vettek az 1954-es és 1957-es, elvetélt reformmunkálatokban. Többségük meg volt győződve arról, hogy a meglévő irányítási rendszer észszerűsítése nem orvosolja a problémákat. A megoldást a piaci koordináció és a szocialista politikai és tulajdonosi rendszer egyesítésében látták.
Nyers és csapata tudatosan törekedett értelmiségi szakértők bevonására. A reformot tizenegy szakbizottságban dolgozták ki, amelyek külön-külön megvizsgálták a tervezés, a beruházások, az ár- és bérrendszer, a hitel- és pénzpolitika, a KGST-együttműködés kérdéseit. Ezután területenként javaslatokat fogalmaztak meg. Egy szakbizottság Hegedüs András volt miniszterelnök vezetésével ”a dolgozók részvétele a gazdaságirányítási folyamatokban” témakörét vizsgálta – a reformtervek ezen a néven foglalkoztak a szűkebb, gazdaságon túlmenő, politikai jellegű változtatások terveivel. A bizottságokban közvetlenül csaknem kétszáz, áttételesen ennél jóval több szakember dolgozott. E külső szakértői kör peremén kialakult egy sajátos reformértelmiség. 1953–1956-tól eltérően a hatvanas években ez a csoport lényegében a pártvezetés nagy részével összhangban, ellenőrzött keretek között működött. Megváltozott összetétele is: a korábbit jobbára írók és újságírók, a mostanit elsősorban közgazdászok (például Péter György, Pulai Miklós, Liska Tibor, Kopátsy Sándor, Timár Mátyás), kisebbrészt társadalomtudósok (Hegedüs András) alkották. Nyersre, valamint a pártvezetés reformer tagjaira (Fehér Lajos, Fock Jenő, Aczél György, Ajtai Miklós, Párdi Imre, Erdei Ferenc és mások) maradt a tervek politikai egyeztetése. 1966 novemberében a Központi Bizottság elfogadta a reform alapelveit és határozott az első intézkedéscsomag 1968. január 1-jei bevezetéséről. Az addig nem használt „reform” kifejezés egyre gyakrabban hangzott el a nyilvánosság előtt.
A döntésben meghatározó jelentőségűnek bizonyult Kádár János kedvező állásfoglalása. Nyers Rezső visszaemlékezése szerint szerepe az előkészítésben minimális, a döntésekben viszont kardinális volt. Kádár nem volt reformer, a változtatások eshetőségét kizárólag a szocialista projekt és az életszínvonal-politika szempontjából mérlegelte. A szovjet típusú rendszer politikai alapjaihoz nem is engedett hozzányúlni, s mindig aggályosan figyelt a Szovjetunió vezetésének reakciójára. Az adott pillanatban úgy látta, hogy változás nélkül nem lehetséges az életszínvonal állandó emelése, a reform nem osztja meg végletesen a pártvezetést és Moszkva nem alapvetően ellenséges. Maga döntött és – megint csak – "középre" helyezkedett a reformerek és a minden változtatást ellenzők között. Inkább az előbbiek érvelésére hallgatott, de nem engedett teljesen szabad utat elgondolásaiknak. „Körülraktuk mi ezt a reformot mindazon biztosítékokkal, amelyekre kötelezve vagyunk és amelyek lehetségesek, addig a határig, ameddig ez azért mégis ténylegesen reform” – mondta 1967 júniusában a KB ülésén.

### Intézkedései, hatásai
Az „új mechanizmus” legfontosabb újdonságai három területre összpontosultak. 
- Először, decentralizáltak: megszüntették a tervlebontásos rendszert, a gazdálkodás alapegységei, a vállalatok nagyobb önállóságot kaptak, beleértve esetenként a külkereskedelem jogát. A központi tervezés átfogó nemzet- (illetve, ahogyan akkor nevezték: nép-) gazdasági és ágazati mutatószámokra korlátozódott. A vállalatok működését utasítások helyett részben a piaci kereslet-kínálat, részben az állami gazdasági szabályozók (adók, támogatások, elvonások) határozták meg. (Ezt nevezték „szocialista piacnak”.) Elismerték a mezőgazdasági szövetkezeti forma állami tulajdonnal való egyenrangúságát, a szövetkezetek bizonyos fokú vállalkozási szabadságát (ipari és szolgáltatási „melléküzemágak”), a vállalatok közötti versenyt. Megszűnt az alapanyagok, beruházási források teljesen központosított, naturális elosztása.[6]

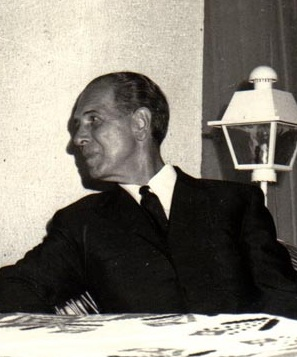
Fock Jenő, 1967 és 1975 között a Minisztertanács elnöke

- Fock Jenő, 1967 és 1975 között a Minisztertanács elnökeMásodszor, a korábbi, teljesen mesterséges árviszonyok helyébe új árrendszer lépett, mind a vállalatok között, mind a kiskereskedelemben. Az árak egy részét a kereslet és kínálat viszonyai határozták meg (szabadáras termékek). Más részét az állam maximálta, de e határig szabadon mozoghatott. Harmadik részük – idetartoztak például az alapvető élelmiszerek (tej, kenyér, sajt, liszt), az energia, a szolgáltatások árai – államilag rögzített maradt. Mindezzel közelíteni szándékozták az addig teljesen különvált belső és külső (világ-) piac árviszonyait, illetve a politikai akarat helyett a gazdasági észszerűség alapjára kívánták helyezni az árakat. A viszonyítás alapja a kapitalista világpiac árstruktúrája lett.[7]

- Harmadszor, a bérrendszerben bevezették az átlagbér-szabályozást, ami lehetővé tette a vállalatok számára, hogy bizonyos béralap felett rendelkezve maguk állapítsák meg dolgozóik fizetését (bérdifferenciálás). Ez szabadabb, az egyéni és kollektív (vállalati) eredményességtől függő jövedelemszabályozást eredményezett. Egyben véget vetett a szovjet típusú rendszer kezdeti szakaszára jellemző, alacsony szinten történő jövedelemkiegyenlítésnek. Magasabb képzettség, nagyobb felelősség és eredményes – elvileg a piac értékítélete által annak minősített – munka jelentősen nagyobb egyéni bevétellel járt.

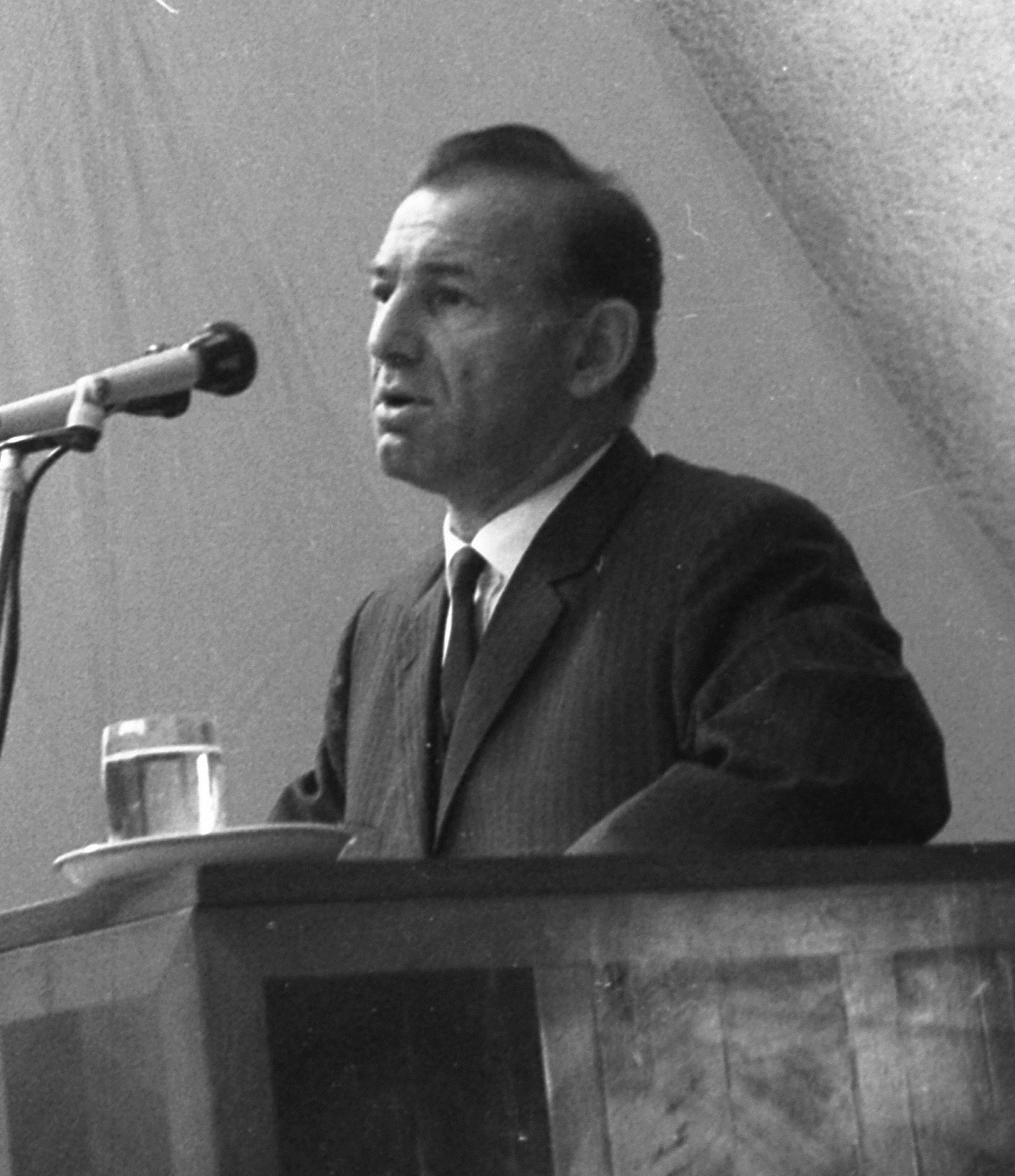
Nyers Rezső

A reformot eredetileg legelkötelezettebb hívei is folyamatként képzelték el. Ennek a szemléletnek a jelentősége csak növekedett, amikor az elveket és eredeti megoldásokat a kidolgozás során „felpuhították”. Ekkor alakultak ki a „reformfékeknek” nevezett korlátozások. Ezek különféle szándékokból eredtek. Egyrészt Nyers és csapata sem kívánt szakítani a szovjet típusú rendszer alapjaival, az egypárti politikai rendszerrel és kommunista ideológiával. Nem akartak kenyértörést (gazdasági szempontból sem) a Szovjetunióval. Nem vonták kétségbe az állami, illetve a kollektív tulajdon felsőbbrendűségét. De meg voltak győződve arról, hogy a piaci koordináció ilyen feltételek között is lehetséges, sőt eredményesebb az állami bürokráciánál. Kádár és a politikai vezetés többsége számára viszont a reform mindenekelőtt a változatlan gazdasági célok megvalósításának (iparosítás, életszínvonal-politika) hatékonyabb eszközét jelentette. Új, piaci mechanizmusai csupán a központi tervezésen alapuló államgazdaság optimális működését biztosító korrekcióként szolgáltak.
A tervezhetőség és felülről való szabályozás illúzióját nem vizsgálták felül. A nagyobb beruházások központi vezérlése például fennmaradt. A bérek és az árak mozgását továbbra is meglehetős szigorral szabályozták. A nemzetközi piacon elsősorban a „tőkés relációban”, „dollárelszámolásban” eredményes vállalatok jövedelmének jelentős részét az állam elvonta és keresztfinanszírozással továbbra is a gazdaságtalanul üzemelő szektorok támogatására fordította. Ugyanez a logika érvényesült a fogyasztásban. Az alapvető közszükségleti cikkek mesterségesen alacsony árait, a szolgáltatások kvázi ingyenességét fenntartották. Tiltott téma maradt a teljes foglalkoztatottság – szó sem lehetett a gazdaságtalanul termelő nagyüzemek leépítéséről, netán felszámolásáról, ezáltal a munkanélküliség megjelenéséről. A párt irányító és kezdeményező szerepe még a gazdaság területén is változatlan maradt. Kialakultak azonban az államgazdaság különféle szektorainak (nagyvállalatok, nehézipar, energetika, mezőgazdaság) vezetőiből a politikai irányítóival alkudozó, de azzal egyúttal össze is fonódó „lobbik”.

### A reformkísérlet vége

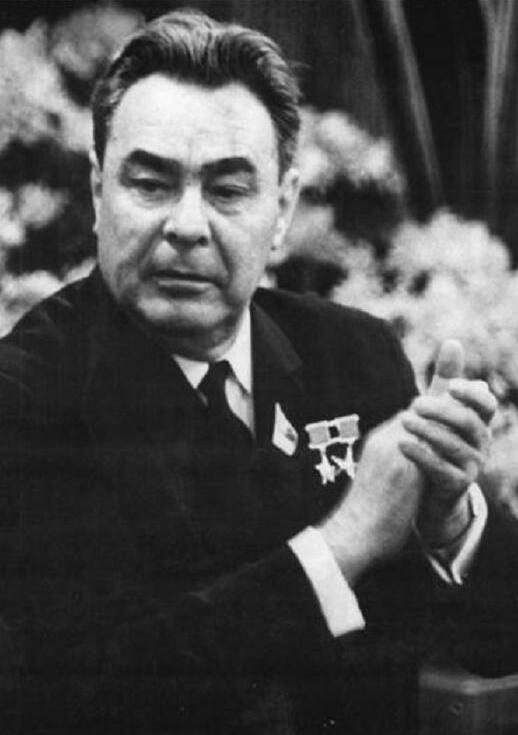
Leonyid Brezsnyev szovjet pártvezető

A reformfékek beépítése, a fokozatosság–folytonosság szemlélete és a felemás reformelkötelezettség az egész folyamatot kiszolgáltatta a kelet-európai térség politikai változásainak. Ez eleinte az újításnak kedvezett. 1968-ban a magyarhoz hasonló reformtervek születtek Csehszlovákiában is. Ott azonban egy kedvező személyi változás nyomán (1967 decemberében a sztálinista Antonín Novotný helyébe Alexander Dubčeket választották a Csehszlovák Kommunista Párt első titkárának) a gazdasági és politikai megújulás párhuzamosan haladt. 1968 tavaszán Prágában nyílt, csaknem teljesen szabad vita indult a csehszlovákiai szocializmus múltjáról, jelenéről és jövőjéről. Az új pártvezetés egyenesen ösztönözte a vitát és mind szabadabb teret biztosított a társadalmi önszerveződésnek. „Emberarcú szocializmus” néven egy piac vezérelte államgazdaság és korlátozottan plurális politikai rendszer körvonalazódott. A prágai tavasz leverése megmutatta, hogy a szovjetek nem engedik az óvatos politikai reformokat, sőt később Magyarországon még a gazdaságiakat sem. Maradt a tervgazdálkodás és a torz iparszerkezet pazarló, túlszabályozott és bürokratikus rendszere.
Kádárt Jánost 1972. február 11-iki moszkvai látogatásán Brezsnyev szovjet pártfőtitkár nyíltan kérdőre vonta a gazdasági reformok, illetve azok „aggasztó következményei” miatt, sőt 1972. november 26-án a tököli szovjet katonai légibázisra személyesen ellátogatva ultimátumszerűen követelte a reformok leállítását. Kádár egyensúlyozni próbált a párt irányzatai között, ezért 1972 májusában meglebegtette a visszavonulását, amivel leszerelte a reform belső ellenfeleit, a párt bal szárnyát (Biszku Béla, Gáspár Sándor, Komócsin Zoltán stb.), 1974-ben pedig a meggyengült reformereket váltotta le (Fehér Lajos, Nyers Rezső, Aczél György, 1975-ben Fock Jenő stb.).

### A reformkorszak utóélete

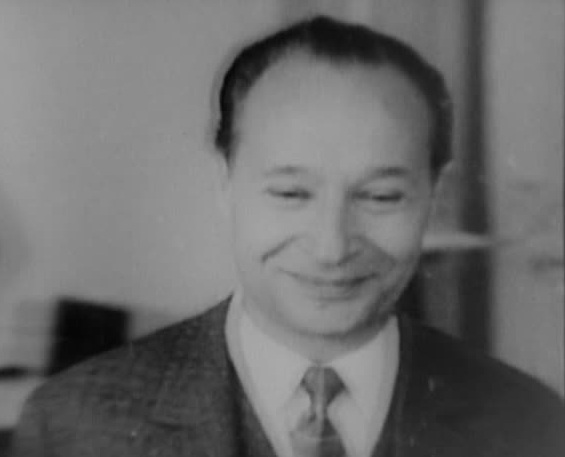
Alexander Dubček egykori csehszlovák pártvezető

Kádár János az 1956-os forradalom eseményeiből azt a tanulságot vonta le, hogy a kommunista rendszer békés társadalmi elfogadását csak az életszínvonal folyamatos emelésével biztosíthatja. A belső gazdasági feltételek ehhez nem voltak elegendőek, a reform kudarca nyomán azonban világos lett, hogy a politika nem járul hozzá az alacsony hatékonyságú tervutasításos gazdaság piaci átalakításához. Az 1973-as és 1979-es olajválság után az arab olajtermelő államok bevétele megnőtt, ez olcsóbbá tette a hiteleket a világpiacon. A belső és a külső tényezők összekapcsolásával megszületett a Kádár-rendszer külső forrásokból való finanszírozásának szükségszerű gondolata. Fekete János vezetésével új gazdaságpolitikai irány bontakozott ki az 1970-es évek közepétől az 1980-as évek közepéig: a termelés helyett a pénzügyek kerültek a középpontba. A kommunista ország belépett a nemzetközi pénzügyi intézményekbe, ez tette lehetővé a hitelfelvételt. A folyományaként 20 milliárd dollár mértékűre felduzzadó államadósság titok maradt egészen a rendszerváltásig. (1973-1989 között GDP arányosan 9,2-ről 66,5 százalékra nőtt.)

## Értékelése
Az új gazdasági mechanizmus párton belüli ellenzéke végig attól tartott, hogy a reformok következetes végigvitele megbuktatja a szocialista rendszert, a támogatói viszont abban hittek, hogy stabilizálni fogja azt. Melyik az igaz? Erre a kérdésre már sosem kaphatunk választ, de annyi elmondható, hogy az intézkedések a mezőgazdaságban hozták a legnagyobb sikereket, ahol a termelőszövetkezetek önállósodásával és a háztáji gazdaságok (mezőgazdasági kistermelők) engedélyezésével jelentős életszínvonal-emelkedés következett be. Az 1980-as évek végén Kínában hasonló reformokat vezetett be a Kínai Kommunista Párt Teng Hsziao-ping alatt, ami az erőteljes gazdasági növekedés mellett egyelőre nem sodorta veszélybe az ott uralkodó kommunista diktatúrát.
A reform politikai kudarca ellenére fontos szerepet játszott a hatalomgyakorlás civilizálásában, tompítva a Nyugaton megfogalmazódó, polgári szabadságjogokat követelő kritikákat, és valamelyest csökkentette a belső ellenzék kialakulásának veszélyét.

### Korabeli kiadványok
- Vállalatok vezetése, szervezése és az új gazdasági mechanizmus. Győri Országos Szervezési Tanácskozás előadásainak anyaga. 1966. okt. 13-14.; Gépipari Tudományos Egyesület, Magyar Vagon- és Gépgyár, Ipargazdasági és Üzemszervezési Intézet, Győr, 1966
- A reformról népszerűen. Kérdések és válaszok az új gazdasági mechanizmusról; szerk. Földes István; Kossuth, Bp., 1967
- Az új gazdasági mechanizmus jogszabályainak gyűjteménye, 1-4.; összeáll. Farkas Károly, Szép György, főszerk. Korom Mihály, Gál Tivadar; Közgazdasági és Jogi, Bp., 1967–1971
- Mit hoz a munkásosztálynak az új gazdasági mechanizmus?; Magyar Forradalmi Szocialisták Szövetsége, Paris, 1967
- Gazdasági reform. Magyarországi folyóiratokban megjelent cikkek bibliográfiája, 1-3.; szerk. Somogyi Zoltán; Szövetkezeti Üzemszervezési és Kereskedelemgazdasági Iroda, Bp., 1967
- Forján Gyula: A vezető-továbbképzés jegyzetei III. 1. A tanácsszervek feladatai az új gazdasági mechanizmusban; Tanácsakadémia, Bp., 1967
- Földes István: Az új gazdasági mechanizmus működésének fontosabb szabályai; Kossuth, Bp., 1967 (Gazdasági életünk kiskönyvtára)
- Simka István–Tóth Béla: A gazdaságirányítás új rendszere a mezőgazdaságban; közrem. Mentényi Miklós, Pál József, Szabó Ferenc; Közgazdasági és Jogi, Bp., 1967 (Az új gazdasági mechanizmus gyakorlata a mezőgazdaságban)
- Wilcsek Jenő: Vállalati tervezés a gazdaságirányítás új rendszerében; Közgazdasági és Jogi, Bp., 1967 (Az új gazdasági mechanizmus gyakorlata)
- Rigó István–Biró Dénes: A költségvetési szervek és a tanácsok gazdálkodása az új mechanizmusban; Közgazdasági és Jogi, Bp., 1967 (Az új gazdasági mechanizmus gyakorlata)
- Fűrész István–Katócs Albert: A termékforgalmazás új rendje; Közgazdasági és Jogi, Bp., 1967 (Az új gazdasági mechanizmus gyakorlata)
- A vállalati szervezés és az új gazdasági mechanizmus; tan. Meitner Tamás et al.; Kossuth, Bp., 1967 (Gazdasági életünk kiskönyvtára)
- Csapó László: Tervgazdálkodás és központi irányítás az új gazdasági mechanizmusban; Kossuth, Bp., 1967 (Gazdasági életünk kiskönyvtára)
- Révész Gábor: A vállalatok az új gazdasági mechanizmusban; Kossuth, Bp., 1967 (Gazdasági életünk kiskönyvtára)
- Keserű János: A mezőgazdaság és az új gazdasági mechanizmus; Kossuth, Bp., 1967 (Gazdasági életünk kiskönyvtára)
- Gergely István–Mausecz Zsuzsa–Soós Attila: Hogyan készülnek fel az iparvállalatok az új gazdasági mechanizmusra; MTA Közgazdaságtudományi Intézet, Bp., 1967
- Tervszerű irányítás és vállalati gazdálkodás az új gazdasági mechanizmusban; tan. Morva Tamás et al.; Kossuth–Közgazdasági és Jogi, Bp., 1968
- Dolecskó Kornélia: Mi az új gazdasági mechanizmus?; Táncsics, Bp., 1968 (Válaszolunk a dolgozók kérdéseire)
- Dolecskó Kornélia: Mit várhatunk az új gazdasági mechanizmustól?; Táncsics, Bp., 1968 (Válaszolunk a dolgozók kérdéseire)
- Tallós György: A gazdaságirányítási reform a külkereskedelemben; Közgazdasági és Jogi, Bp., 1968 (Az új gazdasági mechanizmus gyakorlata)
- Devics József–Valach Irma: A műszaki fejlesztés lehetőségei az új gazdasági mechanizmusban; Kossuth, Bp., 1968 (Gazdasági életünk kiskönyvtára)
- Macsári Károly: Szocialista brigádok és az új gazdasági mechanizmus; Táncsics, Bp., 1969 (Szocialista brigádok kiskönyvtára)
- Rudolf Loránt: Adásvétel az új gazdasági mechanizmusban; Közgazdasági és Jogi, Bp., 1969
- Neményi István: Beruházási politikánk az új gazdasági mechanizmusban; Kossuth, Bp., 1969 (Gazdasági életünk kiskönyvtára)
- Czeitler Sándor: Az új gazdasági mechanizmus bevezetésének tapasztalatai a külkereskedelemben; Kossuth, Bp., 1969 (Gazdasági életünk kiskönyvtára)
- Megyeri Endre: Jövedelmezőség és vállalati érdekeltség az új gazdasági mechanizmusban; Közgazdasági és Jogi, Bp., 1969 (Vállalati gazdálkodás)
- Facsády Kálmán: A vállalatok külkereskedelmi tevékenységének tervezése az új gazdasági irányítási rendszerben; Közgazdasági és Jogi, Bp., 1969 (Az új gazdasági mechanizmus gyakorlata)
- Róka Róbert: Bankhitel a gyakorlatban; Közgazdasági és Jogi, Bp., 1970 (Az új gazdasági mechanizmus gyakorlata)

### Történeti áttekintés
- Gyekiczky Tamás: Lépéstánc. Perjogi reform az új gazdaságirányítási mechanizmus sodrában. Történeti-jogszociológiai tanulmány; Patrocinium, Bp., 2016 (Polgári eljárásjog)
- Derűre – ború. Új gazdasági mechanizmus rövid életű építészete. 1964, 1968, 1974 / Short lived architecture of new economic mechanism; szerk. Kévés György; ÉMKE–Építészet és Művészet Kévés Stúdió Galéria, Bp., 2019 (ÉMKE füzetek)